# Rafael Eitan

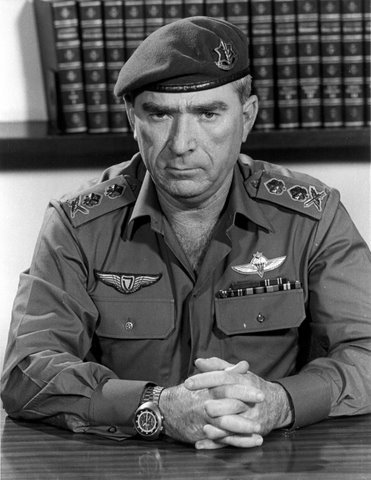
Rafael Eitan als Chef des Generalstabs

Rafael „Raful“ Eitan (hebräisch רפאל איתן; geboren am 11. Januar 1929 in Tel Adaschim; gestorben am 23. November 2004 in Aschdod) war ein israelischer Offizier, zuletzt im Range eines Generalleutnants (Rav-Aluf), sowie Politiker. Er war von 1978 bis 1983 Chef des Generalstabs der Israelischen Verteidigungsstreitkräfte, die er in der Zeit des Libanonkriegs 1982 kommandierte. Eitan war Gründer und Vorsitzender der rechtsnationalen Partei Tzomet, von 1984 bis 1999 Mitglied der Knesset, 1990–1991 Landwirtschaftsminister sowie von 1996 bis 1999 stellvertretender Ministerpräsident, Landwirtschafts- und Umweltminister.

## Militärische Karriere

### Frühe Jahre

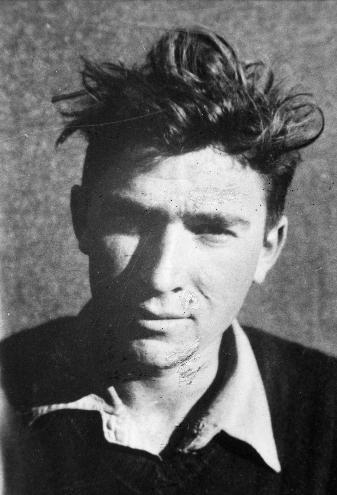
Rafael Eitan als Palmach-Kämpfer (1948)

Eitan wuchs in Tel Adaschim, einem Moschav in der Jesreelebene bei Nazareth, auf. Die Eltern waren aus der Ukraine nach Palästina immigriert, der Vater war ein Gründungsmitglied des HaSchomer. Rafael Eitan diente im Unabhängigkeitskrieg 1948 als Kompanieführer in der Harel-Brigade des Palmach, der Eliteeinheit der Hagana. Er kämpfte in Jerusalem und wurde im April 1948 in den Kämpfen um das Sankt-Simeon-Kloster verwundet.
Im Sinaifeldzug von 1956 war Eitan Kommandeur des Fallschirmjägerbataillons 890, in Ariel Scharons 202. Fallschirmjäger-Brigade, und nahm an dem Angriff vom 29. Oktober 1956 auf den Mitla-Pass teil. Während des Sechstagekriegs (1967) kommandierte er die Fallschirmjäger im Gazastreifen und wurde im Kampf verwundet.
Im Jahre 1969 wurde er zum Chef der Infanterieeinheiten ernannt und diente später als Divisionskommandeur. In dieser Position stoppte er den syrischen Angriff in den Golanhöhen im Jom-Kippur-Krieg (1973) und wurde danach zum Kommandeur im nördlichen Befehlsbereich ernannt und zum Generalmajor (Aluf) befördert.

### Generalstabschef
Am 1. April 1978 wurde Eitan zum Generalleutnant (Rav-Aluf) befördert und von Ezer Weizmann zum Generalstabschef der Streitkräfte ernannt.
Eitan begann seine Dienstzeit mit symbolischen Schritten, um die Disziplin und die Effektivität der israelischen Armee zu steigern. Dazu gehörte, das Barett zu tragen und nach dem Schießen leere Patronenhülsen einzusammeln. Des Weiteren verringerte Eitan die Größe der militärischen Einheiten. Er überwachte den Rückzug der Armee aus dem Sinai, nachdem dieses Gebiet den Ägyptern zurückgegeben worden war. Er und Ariel Scharon veranlassten im April 1982 den Abriss der israelische Siedlung Jamit im Sinai, um zu verhindern, dass die ehemaligen israelischen Bewohner versuchten, illegal dorthin zurückzukehren.
Als Generalstabschef war Eitan bekannt für sein Projekt „Raful Youth“, das junge Menschen aus ärmlichen oder schwierigen Verhältnissen integrieren, sie in Berufen ausbilden und Jugendkriminalität eindämmen sollte.

### Libanonkrieg
Am 3. Juni 1982 verübte die militärische Gruppe Abu Nidals ein Attentat auf Schlomo Argov, den israelischen Botschafter in London. Daraufhin bombardierte die israelische Luftwaffe palästinensische Siedlungen im Libanon, was wiederum palästinensische Angriffe auf Dörfer im Norden Israels zur Folge hatte. Am 6. Juni begann der Libanonkrieg 1982. Der israelische Plan war, die PLO von der israelischen Grenze zu vertreiben und es der phalangistischen Miliz Bachir Gemayels zu ermöglichen, den Süd-Libanon zu kontrollieren. Der Plan misslang. Während des Krieges stand die israelische Armee der syrischen Armee wie auch palästinensischen Einheiten und verschiedenen Milizen gegenüber. Sie wurde in Häuserkämpfe verwickelt und versuchte, das Hauptquartier der PLO in Beirut zu treffen.
Israel konnte zwar einige militärische Erfolge erzielen, wie die Ausschaltung der gesamten Luftverteidigung Syriens in den ersten Kriegstagen unter dem Kommando des Luftwaffengeneralmajors David Ivry. Aber es erlitt auch Fehlschläge, wie etwa in der Schlacht um Sultan Yacoub.
Die Operation sollte begrenzt sein, aber unter dem Kommando des Verteidigungsministers Ariel Scharon überschritt die Armee die geplante 40 Kilometer tiefe Zone und rückte weiter nördlich in den Libanon vor. Die steigenden israelischen Verluste, zusammen mit dem Massaker von Sabra und Schatila, führten zu Massenprotesten in der israelischen Öffentlichkeit gegen den Krieg. Eine Feuerpause wurde vereinbart und die Kahan-Kommission eingerichtet, die den Fall untersuchen sollte. Diese schloss, dass Israel nicht direkt für das Massaker verantwortlich sei, dass aber leitende israelische Offizielle wie Scharon und Eitan teilweise schuldhaft gehandelt hätten. Begin reagierte auf den innenpolitischen Druck: Scharon verlor seinen Posten als Verteidigungsminister und wurde Minister ohne Geschäftsbereich. Eitan blieb im Amt. Dennoch wurde er fortan mit dem gescheiterten Libanonkrieg identifiziert.

## Politische Karriere
Nach seinem Rückzug aus der Armee im April 1983 ging Eitan in die Politik. Auch während seiner politischen Karriere lebte er weiter in schlichten Verhältnissen in einem Moschav und arbeitete nebenher als Landwirt.
Eitan wurde als Konservativer betrachtet, der eine repressive Politik den Palästinensern gegenüber verfolgte. Er gründete 1984 die ultra-nationalistische Partei Tzomet („Kreuzung“), die konservative Ansichten in der Verteidigungs- und Außenpolitik vertrat, aber in der Innenpolitik säkulare Positionen bezog. Sie betonte die Bedeutung der Landwirtschaft für Israel und hatte ihre Unterstützer vor allem in den Moschavim und Kibbuzim. Seine Partei stellte für die Parlamentswahl 1984 eine gemeinsame Liste mit der ebenfalls rechtsnationalen, aber stärker religiösen Techija auf und Eitan wurde als Abgeordneter in die 11. Knesset gewählt. Er saß zunächst in der Techija-Fraktion, votierte aber bei wichtigen Abstimmungen abweichend von dieser. Anders als Techija, die im Rahmen des Rückkehrgesetzes nur vor orthodoxen Rabbinern gemäß der Halacha konvertierte Juden anerkennen wollte, stimmte Eitan dafür, auch solche Juden anzuerkennen, die in der Diaspora nach der weniger strengen Auslegung von liberalen oder konservativen Rabbinern konvertiert waren. Zudem votierte Eitan gemeinsam mit den linken, säkularen Parteien dafür, Jeschiwa-Studenten nicht mehr von der Wehrpflicht zu befreien. Auch gab es Differenzen im Verhältnis zur militanten Siedlerbewegung im Westjordanland (Judäa und Samaria). Während die Techija-Vorsitzende Geula Cohen sich öffentlichkeitswirksam mit dieser solidarisierte, fand Eitan es inakzeptabel, dass ein Teil der Siedler sich Entscheidungen der Regierung widersetzte und sich sogar gegen die Streitkräfte stellte, die diese durchsetzten. Nachdem Eitans Versuch gescheitert war, Tzomet-Mitglieder in wichtige Positionen bei Techija zu bringen, trennten er und seine Bewegung sich im November 1987 von Techija und bildeten fortan eine eigenständige Partei.

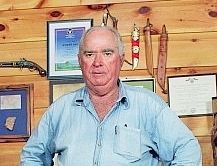
Rafael Eitan (2002)

Im rechts-religiösen Kabinett Schamir IV war Eitan von Juni 1990 bis Ende 1991 Landwirtschaftsminister. Er trat zurück, weil er entgegen der Regierungsmehrheit für eine Direktwahl des Ministerpräsidenten eintrat. Bei der Parlamentswahl 1992 erreichte die Tzomet-Partei mit 6,4 Prozent der Stimmen und acht Sitzen in der Knesset ihr bestes Ergebnis. Eitan lehnte es ab, der Koalition von Jitzchak Rabin beizutreten. Eitan hatte fortan Probleme, seine Partei zu kontrollieren, was dazu führte, dass einige Knessetmitglieder der Tzomet anderen Parteien beitraten. Als Rabin der Knesset die Verträge von Oslo vorlegte, konnten diese nur mit Unterstützung der beiden Tzomet-Abgeordneten Alex Goldfarb und Gonen Segev die Abstimmung passieren, denen dafür von Rabin Ministerposten angeboten wurden.
Bei der Parlamentswahl 1996 trat Tzomet auf einer gemeinsamen Liste mit Likud und Gescher an. Die Parteien gewannen die Wahlen und Benjamin Netanjahu wurde israelischer Ministerpräsident. Eitan wurde der Posten des Ministers für innere Sicherheit versprochen, doch ein Strafverfahren gegen ihn verhinderte seine Nominierung. Ihm wurde vorgeworfen, sich von einem Armeereservisten persönliche Informationen über ein anderes Parteimitglied, das Generaldirektor von Tzomet werden wollte, aus einem Militärcomputer beschaffen lassen zu haben. Stattdessen übernahm er die Ämter des Landwirtschafts- und Umweltministers und war stellvertretender Ministerpräsident im Kabinett Netanjahu I (1996–1999). Das Strafverfahren gegen Eitan endete 1998 mit einem Freispruch. 
Zur Parlamentswahl 1999 trat Tzomet wieder separat an, erhielt aber nur noch 0,1 Prozent der Stimmen und verlor seine Knessetsitze. Eitan zog sich daraufhin aus der Politik zurück.

## Tod
Am 23. November 2004 besuchte Eitan den Mittelmeerhafen von Aschdod, wo er im Rahmen eines Projekts zur Errichtung von Wellenbrechern tätig war. Die genauen Umstände seines Todes sind nicht klar, aber er rutschte vermutlich auf einem Wellenbrecher aus und fiel in die See. Erst nach einer Stunde wurde er von Hubschraubern gesichtet und von Marinetauchern identifiziert. Alle Wiederbelebungsversuche scheiterten.
Der Vater zweier verstorbener Söhne hinterließ seine Ehefrau und drei Töchter.